# مايكل غازانيغا
مايكل غازانيغا (مواليد 12 ديسمبر 1939) (بالإنجليزية: Michael Gazzaniga)‏ أستاذ علم النفس بجامعة كاليفورنيا (سانتا باربرا)، حيث يرأس مركز SAGE الجديد لدراسة العقل. يعتبر أحد الباحثين البارزين في علم الأعصاب المعرفي. وهو عضو في الأكاديمية الأمريكية للفنون والعلوم، والأكاديمية الوطنية للطب، والأكاديمية الوطنية للعلوم.